# 牛窓研修センターカリヨンハウス
牛窓研修センターカリヨンハウス（うしまどけんしゅうセンターカリヨンハウス）は岡山県瀬戸内市牛窓町牛窓（前島）に所在する教育、文化活動の研修施設。
自然を体験できる各種体験プログラムと大ホールと8つの研修室、宿泊施設を備えている。1986年、能力開発センター（現在の株式会社ティエラコム）の宿泊教育施設として竣工した。

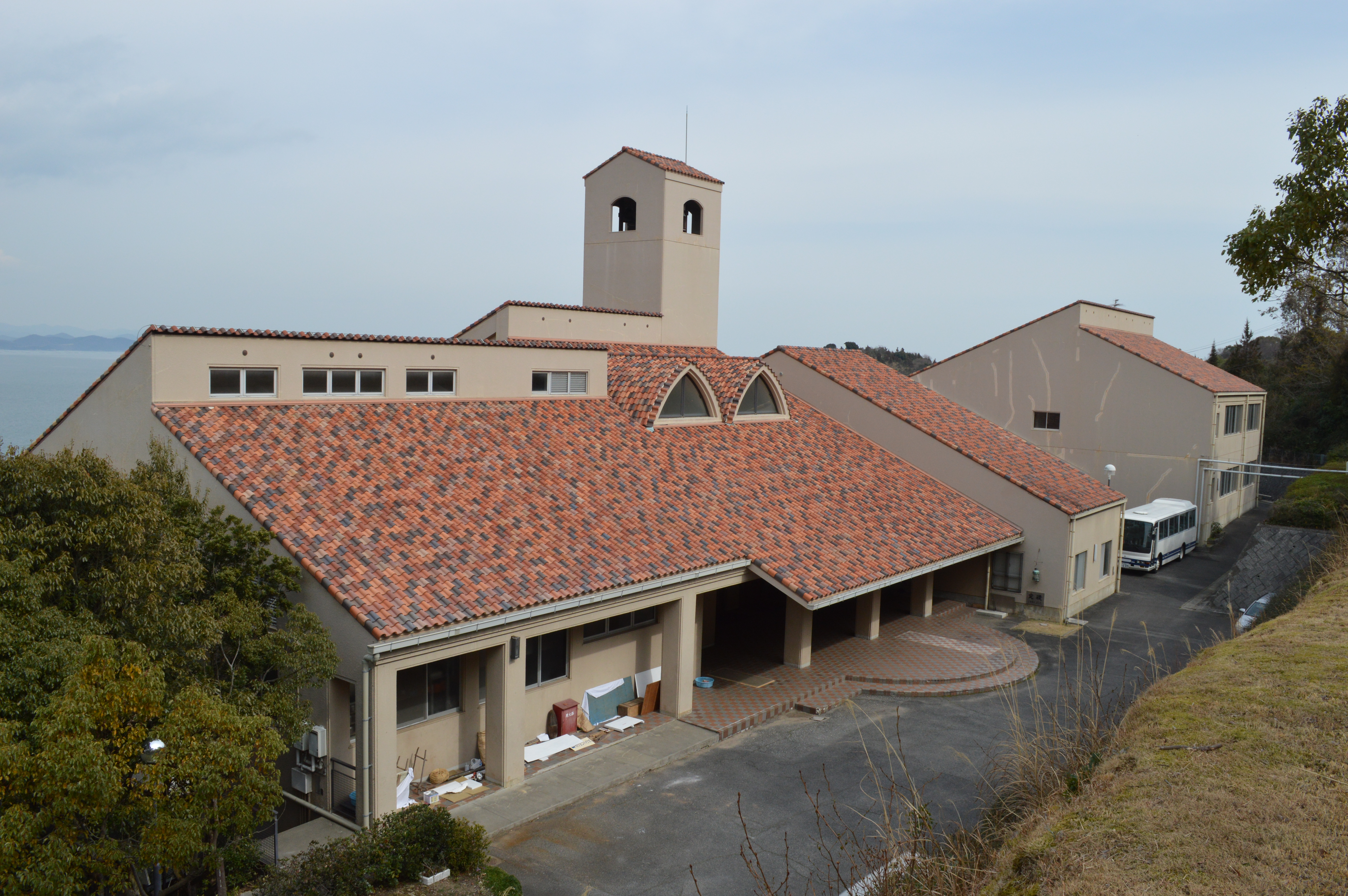
牛窓研修センターカリヨンハウス（2016年2月撮影）

## 施設

### 宿泊施設など
- ベッドルーム：12人用と28人用があり、男女別にフロアを分けて宿泊することも可能。
- 和室：バス・トイレがついており、利用団体の引率の宿泊室などとして利用されている。
- 特別室：ツインベッドルーム、会議室、バス、トイレ付き。
- コテージ：2DK（バス・トイレ付き）の8人用が2棟ある。
- 食堂：最大収容人数は150名で海が見える。
- カラカラ浴場：入浴施設。本館1階。
- ユーカリ浴場：入浴施設。本館1階[4]。

### 研修施設
- 講堂（こんにちはホール）：248㎡
- 中研修室：111.2㎡
- 小研修室：55.6㎡[5]

### 体験施設
- ティエラ天文館：１5.8等星まで観測できる口径650ｍｍのニュートン・カセグレン式反射望遠鏡がある。
- 登り窯「むげん」・むげん庵
- パンプキン・ぐつぐつ広場：多目的野外炊飯場。
- オーブ・たまねぎ工房
- キャンプサイト・野外炊飯場[6]

## 交通アクセス
- 岡山駅から赤穂線邑久駅へ20分。 邑久駅からバスで23分[7]。